# Свято-Вознесенський жіночий монастир
Свято-Вознесенський жіночий монастир Хустської єпархії УПЦ (МП) — православна обитель розташована на Закарпатті, поблизу села Чумальово на плоскій вершині гори Осіряк. Належить до Хустської єпархії УПЦ (МП).

## Історія

### Заснування жіночого монастиря
За переказами, відкриття монастиря передбачив місцевий Христа ради юродивий Григорій Кароль, так обитель була відкрита в 1925 році. У період заснування монастиря землі входили до складу
Чехословацької республіки, влада якої ставилися до Православ'я толерантно. У Закарпатті утворилися дві єпархії: Мукачівська - під юрисдикцією Сербської православної церкви  і Празька - під юрисдикцією Константинопольського патріарха. У 1920 — 1930 роках на Закарпатті відроджувалось Православ'я, відкривалися нові парафії і монастирі.
Свято-Вознесенський жіночий монастир  був заснований працею благочестивої черниці Марії Рибар за участю її братів - ченця Іларіона і мирянина Василя, а також священника
Георгія Кенизом, протоієрея Іоанна Бабича, протоієрея Михайла Розмана, ієромонаха Сергія
(Мурашко),  ієромонаха Даміана (Бинь), ієромонаха Доримедонт (Андрішко). Монастир будувалася на добровільні пожертвування кліриків і мирян. У 1925 році був побудований перший корпус для черниць. У ньому з декількома послушницями оселилася Марія Рибар .

### Духовенство монастиря
В 1925 році монах  Іларіон (Рибар) був висвячений у сан ієромонаха і призначений духівником монастиря, де і прослужив до 1939 року. Помер він в 1969  році в духовному сані - ієросхимонахом, похований на кладовищі в  селі Дубове. 
Священник Георгій Кенизом був висвячений в сан пресвітера в 1922 році єпископом Празьким Сергієм (Корольовим) і призначений настоятелем  в село Копашново. Георгій помер 5 квітня 1938 року та похований біля огорожі заснованої ним Свято-Покровської церкви в тому ж селі.
Ієромонах Сергій (Мурашка) був духівником монастиря в 1939 — 1947 роках, помер в 1947 році і похований на монастирському кладовищі. 
В монастирі з 1960 — 1962 рік був духівником ієромонах Досифей (Шандра). 
Здійснював тут служіння з 1962 року схиієромонах Артемій (Половка) з правом служіння. 
У 1933 році Марія Рибар була пострижена в рясофор, а в 1938 році пострижена в мантію з колишнім ім'ям на честь Святої Марії Магдалени. У тому ж році зведена в сан ігумені Архієпископом Савватієм і керувала монастирем до 1968 року, потім через хворобу пішла на спокій. Перед смертю ігуменя Марія прийняла схиму. 
З 1969 року по благословенню Святійшого Патріарха Алексія I зведена в сан  ігумені настоятелька скиту Святого Іоанна Богослова черниця Євгенія (Фарковець), яка в 1974 році нагороджена хрестом з прикрасою, в 1988  - другим хрестом.

### Зведення церкви Святого Вознесіння Господнього
У 1926 році в монастирі було збудовано храм  Святого Вознесіння Господнього, який був головним храмом монастиря до 1974 року . В цей самий період в монастирі були побудовані п'ять житлових корпусів - три з глини і два з дерева. Була також споруджена дерев'яна каплиця на честь Святого пророка Іллі. Два дерев'яних корпусу діють понині. А корпусу з глини через руйнування довелося замінити новими.У монастир надходили благочестиві дівчата, які згодом приймали чернецтво. Число послушниць до 1961 року коливалося в межах 15 - 20 осіб. З1971 року в монастирі  після довгої перерви починаються ремонтно-будівельні роботи. На місці трьох глиняних гуртожитків побудовані нові три одноповерхові корпуси з цегли. У 1975 році перебудували Вознесенську церкву. До 1994 року вона була головним Храмом монастиря. З 1994 року в ній служиться в будні дні. Згодом монастир прикрасила дзвіниця. У 1989 році побудовані два двоповерхові корпуси. У 1994 році в монастирі звели новий - Вознесенський храм. Новий Вознесенський храм  - хрестоподібної форми. У його архітектурі українське бароко вдало поєднується з елементами закарпатського зодчества - такими, як, гострі трикутники фронтонів. У храмі встановлено дерев'яний різблений іконостас .
.

## Ікони та святині монастиря

Ікона Божої Матері Іверська

В монастирі  є списки ікон, які шануються вірянами, ікони Божої Матері "Іверська",  Ікона Божої Матері «Солодке цілування» (Глікофілуса), Ікона Божої Матері «Скоропослушниця», частини  мощей преподобного Алексія Карпаторуського.

## Монастирські будні
Підйом о 4.30 ранку. З 5-ї години починається спільна ранкова молитва, а після неї — літургія, яка триває з 8-ї до 10-ї години. Після цього — трапеза. Далі — послух, себто кожна черниця йде виконувати ту роботу, яку їй доручили. Обід о 15.00, після якого знову послух до 18-19-ї години. О 17.00 - вечірня спільна молитва.
Черниці й послушниці забезпечують самі себе всім необхідним. Вони обробляють городи, вирощують овочі, заготовляють сіно, доглядають корів. У господарстві монастиря є пасіка та швейна майстерня.
Їсти м'ясо сестрам забороняє монастирський статут. На трапезу запрошують усього двічі на день, але кожний їсть тут стільки, скільки бажає.